# 一ノ瀬俊民

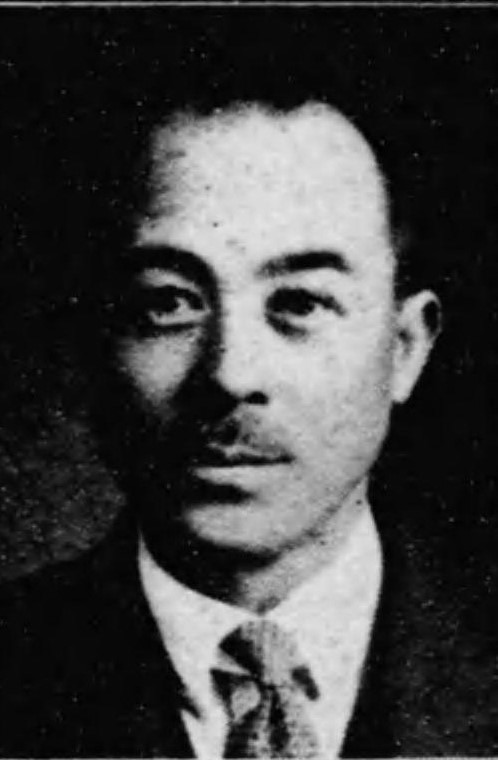
一ノ瀬俊民

一ノ瀬 俊民（いちのせ としたみ、1885年（明治18年）12月27日 - 1958年（昭和33年）6月16日）は、大正から昭和前期の実業家、政治家。衆議院議員、佐賀県杵島郡武雄町長。

## 経歴
佐賀県杵島郡、のちの武雄町（現武雄市）で、一ノ瀬傳三郎の長男として生まれる。1915年（大正4年）長崎高等商業学校（現長崎大学）を卒業。1920年（大正9年）家督を相続し農業を営む。
政界では、武雄町長、佐賀県会議員を務めた。1937年（昭和12年）4月、第20回衆議院議員総選挙に佐賀県第2区から立憲政友会公認で出馬して当選し、翼賛議員同盟に所属して衆議院議員に1期在任した。
戦後、公職追放となる。1951年（昭和26年）追放解除。
実業界では、武雄銀行取締役、武雄製鋼社長などを務めた。

## 国政選挙歴
- 第19回衆議院議員総選挙（佐賀県第2区、1936年2月、立憲政友会公認）次点落選[9]
- 第20回衆議院議員総選挙（佐賀県第2区、1937年4月、立憲政友会公認）当選[6]
- 第21回衆議院議員総選挙（佐賀県第2区、1942年4月、翼賛政治体制協議会推薦）落選[10]

## 親族
- 伯父 有田源一郎（衆議院議員、父の兄）[11]